# Муселієво
Муселі́єво (болг. Муселиево) — село в Плевенській області Болгарії. Входить до складу общини Никопол.

## Населення
За даними перепису населення 2011 року у селі проживали 762 особи.
Національний склад населення села:
| Національність   | Кількість осіб | Відсоток |
| ---------------- | -------------- | -------- |
| болгари          | 520            | 89,7%    |
| цигани           | 49             | 8,4%     |
| турки            | 6              | 1,0%     |
| Всього відповіли | 580            |          |

Розподіл населення за віком у 2011 році:
Динаміка населення: